# Överkalix
Överkalix (meänkieli: Ylikainus; finska: Ylikainuu; nordsamiska Badje-Gáinnas, överkalixmål ÖverköLis) är en tätort och centralort i Överkalix kommun i Norrbottens län i Sverige som utgörs av ortsdelarna Bränna (meänkieli: Pränni) (som är kyrkbyn i Överkalix socken), söder därom Grelsbyn samt i sydost Brännaberget.Överkalix är belägen cirka tio mil nordost om Luleå och utmed Kalixälven som gör en Z-sväng förbli centralorten, där också Ängesån mynnar i älven. Strax sydost om centralorten ligger de två sjöarna Grundträsket och Djupträsk. Norr om Överkalix ligger tätorten Tallvik, som förbinds med centralorten via en bro. Söder om Överkalix ligger Svartbyn och sydost om Överkalix ligger bostadsområdet Sandudden med färjeförbindelse till småorten Boheden.

## Befolkningsutveckling
| Befolkningsutvecklingen i Överkalix 1940–2020                                      | Befolkningsutvecklingen i Överkalix 1940–2020 | Befolkningsutvecklingen i Överkalix 1940–2020 | Befolkningsutvecklingen i Överkalix 1940–2020 | Befolkningsutvecklingen i Överkalix 1940–2020 |
| ---------------------------------------------------------------------------------- | --------------------------------------------- | --------------------------------------------- | --------------------------------------------- | --------------------------------------------- |
|                                                                                    |                                               |                                               |                                               |                                               |
| År                                                                                 |                                               |                                               | Folkmängd                                     | Areal (ha)                                    |
| 1940                                                                               | 1940                                          |                                               | 850                                           | ##                                            |
| 1945                                                                               | 1945                                          |                                               | 827                                           | ##                                            |
| 1950                                                                               | 1950                                          |                                               | 640                                           | ##                                            |
| 1960                                                                               | 1960                                          |                                               | 559                                           | 39                                            |
| 1965                                                                               | 1965                                          |                                               | 688                                           | 37                                            |
| 1970                                                                               | 1970                                          |                                               | 700                                           | 38                                            |
| 1975                                                                               | 1975                                          |                                               | 1 098                                         | 90                                            |
| 1980                                                                               | 1980                                          |                                               | 1 045                                         | 88                                            |
| 1990                                                                               | 1990                                          |                                               | 1 188                                         | 101                                           |
| 1995                                                                               | 1995                                          |                                               | 1 072                                         | 102                                           |
| 2000                                                                               | 2000                                          |                                               | 1 003                                         | 102                                           |
| 2005                                                                               | 2005                                          |                                               | 946                                           | 101                                           |
| 2010                                                                               | 2010                                          |                                               | 975                                           | 106                                           |
| 2015                                                                               | 2015                                          |                                               | 1 036                                         | 124                                           |
| 2020                                                                               | 2020                                          |                                               | 1 035                                         | 125                                           |
| Anm.: Grelsbyn ingår sedan 1975. ## Som tätort/befolkningsagglomeration 1920–1950. |                                               |                                               |                                               |                                               |

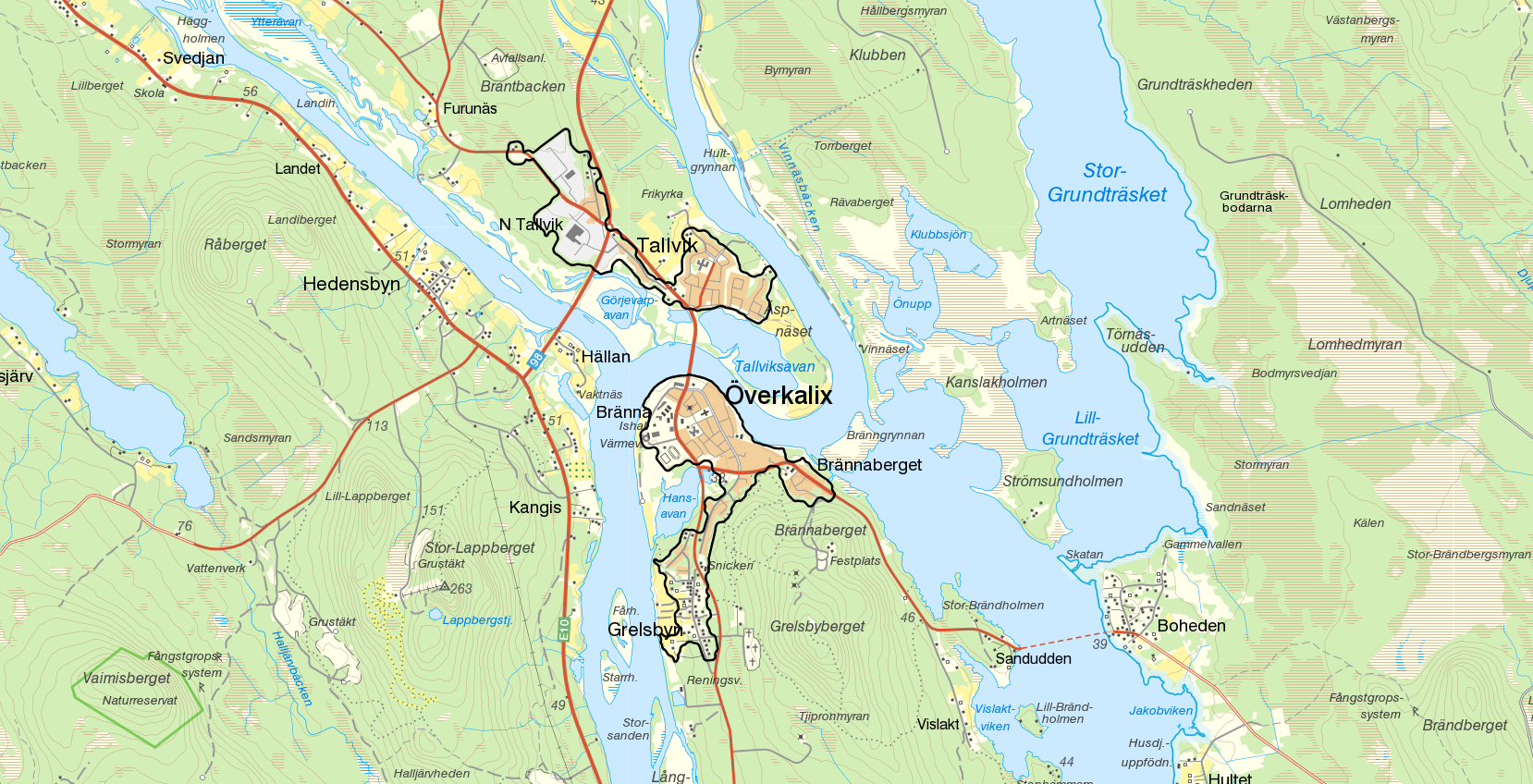
De av Statistiska centralbyrån avgränsade tätorterna Tallvik och Överkalix, med gränserna från tätortsavgränsningen 2015.

I samband med tätortsavgränsningen 1975 avgränsades tätorten på den nya ekonomiska kartan.

## Samhället
Kommuncentrum, där Överkalix kyrka, kommunledning och grund- och gymnasieskola är belägna, kallas Bränna. Till tätorten räknas även Grelsbyn, som ligger cirka en kilometer söder om Bränna, samt Brännaberget, 500 meter sydost om Bränna. Tallvik, på andra sidan älven, cirka en kilometer norr om Bränna, bildar en egen tätort.

## Sevärdheter
Bland sevärdheter exempelvis två byggnadsminnen Martingården och Rikti-Dokkas, en nybyggargård. Därtill finns Holgers traktormuseum och Jockfallet i Jockfall.
Kristi förklarings ortodoxa kyrka byggdes i slutet av 1990-talet och är en rysk kupolkyrka. Andra sevärdheter är  hembygdsgårdar/byastugor, 6 000-åriga stenåldersboplatser och älgfarmen Arctic Moose farm.

## Evenemang
Under tre dagar den tredje helgen i juli hålls varje år Överkalix marknad. Orten har en tradition av marknader sedan mitten av 1700-talet men då anordnades de flesta som vintermarknader i januari och februari, fastställt av Länsstyrelsen. I 1900-talets början bestod försäljningen av främst hemkokta karameller, saltad fisk och kött av olika slag. Efter nära ett halvt sekels uppehåll anordnade Överkalix IF den första sommarmarknaden i modern tid i juli 1986. Dagens marknad omfattar förutom marknadsstånd och utställningar ett tivoli, dans, musik och tävlingar.
Höstmarknaden i Överkalix har alltid kallats Mikaelimarknaden, då den anordnas första helgen (lördag-söndag) efter Mikaelidagen, alltså sista veckan i september eller första veckan i oktober. Första Mikaelimarknaden i modern tid anordnades 1992. Man ville återuppliva gamla tiders Mikaelimarknad, som under lång tid varit en stor händelse för bygdens folk. Från början var marknaden tänkt som en hantverksmässa och än i dag är inriktningen hantverk, kultur och närproducerat.

## Media

### Tidningar
Dessa två dagstidningar bevakar Överkalix:
- Norrbottens-Kuriren
- Norrländska Socialdemokraten

## Överkalix på film
Filmerna Frostbiten, Järngänget, Så som i himmelen och Jägarna 2 är delvis inspelade i Överkalix.